# Digitaria seriata
Digitaria seriata är en gräsart som beskrevs av Otto Stapf. Digitaria seriata ingår i släktet fingerhirser, och familjen gräs. Inga underarter finns listade i Catalogue of Life.